# Потьминське міське поселення
Потьми́нське міське поселення (рос. Потьминское городское поселение) — муніципальне утворення у складі Зубово-Полянського району Мордовії, Росія. Адміністративний центр — селище міського типу Потьма.

## Населення
Населення — 3925 осіб (2019, 4183 у 2010, 4421 у 2002).

## Склад
До складу поселення входять такі населені пункти:
| Населений пункт                | Населення, осіб (2002) | Населення, осіб (2010) |
| ------------------------------ | ---------------------- | ---------------------- |
| Пружанське лісничество, селище | 25                     | 12                     |
| Потьма, селище міського типу   | 4396                   | 4171                   |